# Liudolf van Zwaben
Liudolf van Zwaben (circa 930 - 6 september 957) was van 950 tot 954 hertog van Zwaben. Hij behoorde tot het huis der Liudolfingen.

## Levensloop
Liudolf was de enige zoon van de Saksische hertog Otto de Grote, zoon en erfgenaam van de Oost-Frankische koning Hendrik de Vogelaar, uit diens huwelijk met Editha, dochter van koning Eduard de Oudere van Wessex. Otto besteeg in 936 de Oost-Frankische troon en Liudolf kreeg als diens aangeduide erfgenaam een brede opvoeding.  
In 939 verloofde zijn vader hem met Ida (overleden in 986), dochter en erfgenaam van hertog Herman I van Zwaben, die rond 947-948 zijn echtgenote werd. Nadat zijn schoonvader niet veel later overleed, werd Liudolf in 950 door zijn vader benoemd tot hertog van Zwaben. Hij was een populaire heerser onder de Zwabische adel en was hierdoor in staat om de macht van de Ottonen in de regio te consolideren. 
Toen koning Lotharius II van Italië in november 950 overleed, usurpeerde Berengarius II van Ivrea de troon en nam hij Lotharius' weduwe Adelheid, een verwante van Liudolfs echtgenote Ida, gevangen. Omdat Adelheid ook een zus van Koenraad van Bourgondië, een bondgenoot van Liudolfs vader Otto, was, bereidde de Oost-Frankische koning een campagne in Italië voor. Niettemin dwarsboomde Liudolf zijn plannen door begin 951 een Zwabisch leger over de Alpen te leiden en Lombardije binnen te vallen. Zijn vader Otto was onthutst en verijdelde de plannen van zijn zoon, waarbij hij gesteund werd door zijn broer Hendrik I van Beieren, die de campagne van Liudolf als een schending van zijn belangen in Noord-Italië zag. De Zwabische hertog kreeg weinig steun van de Italiaanse adel en diende uiteindelijk de oprukkende troepen van zijn vader te volgen, hetgeen hem weinig winst opleverde.
Toen zijn vader hertrouwde met Adelheid, erfgename van het koninkrijk Italië, voelde Liudolf zich bedreigd in zijn positie. Hij onderstreepte zijn recht op erfopvolging door Kerstmis 951 te vieren als een koning en door een alliantie te sluiten met zijn schoonbroer Koenraad van Lotharingen. Nadat zijn stiefmoeder Adelheid een zoon had gebaard, begon Liudolf in 953 een opstand tegen zijn vader. Hij kreeg de steun van de Zwabische adel, maar kon niet op zijn bondgenoot Koenraad van Lotharingen rekenen, omdat die geconfronteerd werd met een opstand van zijn eigen onderdanen. Ook de Beierse adel steunde hem, hetgeen echter niet kon verhinderen dat Liudolfs opstand werd neergeslagen door zijn vader en zijn oom Hendrik I. In 954 werd hij van zijn hertogdom ontheven, dat hij ook na de verzoening met zijn vader niet meer terugkreeg. In 957 viel hij voor de tweede maal Italië binnen. Nadat Liudolf verschillende steden had veroverd, vluchtte koning Berengarius II weg. Hij stierf begin september 957 onverwacht aan koorts tijdens zijn zegerijke campagne nabij Pombia, in de provincie Novara, en werd bijgezet in de Abdij van Sint-Albanus in Mainz.
Met zijn echtgenote Ida kreeg Liudolf op zijn minst een zoon en een dochter. Zoon Otto I (954-982), werd hertog van Zwaben en Beieren. Dochter Mathilde (949-1011) werd abdis van het Sticht Essen. Ook stichtte Liudolf de stad Stuttgart in het zuiden van Duitsland.